# کراش باندیکوت
کراش باندیکوت (به انگلیسی: Crash Bandicoot) (به اختصار کراش) یک شخصیت بازی‌های رایانه‌ای و اولین و مهم‌ترین شخصیت سری بازی‌های کراش باندیکوت است. در این سری بازی‌ها کراش یک باندیکوت است که با دستکاری ژنتیکی توسط دکتر نئو کورتکس ساخته شده‌است و سعی می‌کند که در سه جزیرهٔ متوالی در جنوب شرقی استرالیا زندگی آرامی داشته باشد. در تمامی شماره‌های سری آرامش او توسط دشمن کینه جو و همچنین خالق او دکتر نئو کورتکس به هم می‌خورد و کرش درتلاش است تا او را شکست داده تا زندگی اش به حالت عادی بازگردد. همچنین او همواره به همراه هم پیمانان خود یعنی خواهرش کوکو باندیکوت و دوستش کرانچ باندیکوت و محافظ باستانی جزیره یعنی آکو آکو است.
سازندگان کراش اندی گاوین و جیسون رابین هستند و طراحی اولیه او توسط چارلز زمبیلاس انجام گرفته‌است. کراش برای شرکت سونی حکم یک کاراکتر رقیب را در برابر ماریوی شرکت نینتندو و سونیک شرکت سگا داشت. از زمانی حق نشر بازی به شرکت رادیکال اینترتینمنت رسید آنها مجدداً او را طراحی کردند و تغییراتی در حرکات و ظاهر او ایجاد کردند که بسیاری از این تغییرات مورد نکوهش قرار گرفت.

شخصیت کراش باندیکوت در بازی کراش: ذهن جهش‌یافته